# خورشیدگرفتگی ۲۲ ژوئیه ۲۰۲۸

تصویر متحرک

خورشیدگرفتگی ۲۲ ژوئیه ۲۰۲۸ (به انگلیسی: Solar eclipse of July 22, 2028) یک خورشیدگرفتگی از نوع خورشیدگرفتگی کامل است. این خورشیدگرفتگی در تاریخ ۲۲ ژوئیه ۲۰۲۸ میلادی (‎۱ مرداد ۱۴۰۷ خورشیدی) روی خواهد داد که زمان اوج آن، ساعت ۲:۵۶:۴۰ به‌وقت ساعت هماهنگ جهانی است. مدت زمان و طول این خورشیدگرفتگی ۵ دقیقه و ۱۰ ثانیه خواهد بود.